# An Adventure in Space and Time
An Adventure in Space and Time  är en brittisk TV-film från 2013 i regi av Terry McDonough.

## Handling
Filmen skildrar arbetet med den första säsongen av BBC:s sci fi-klassiker Doctor Who. Filmen hade premiär i samband med Doctor Who:s 50-årsjubileum 2013.

## Rollista i urval
- David Bradley - William Hartnell
- Jamie Glover - William Russell
- Jemma Powell - Jacqueline Hill
- Claudia Grant - Carole Ann Ford
- Reece Shearsmith - Patrick Troughton
- Brian Cox - Sydney Newman
- Jessica Raine - Verity Lambert
- Sacha Dhawan - Waris Hussein
- Jeff Rawle - Mervyn Pinfield
- Mark Eden - Donald Baverstock
- Lesley Manville - Heather Hartnell
- Matt Smith - Doktorn